# Alfred-Nationalpark
Der Alfred-Nationalpark ist ein Nationalpark im Osten des australischen Bundesstaates Victoria. Er liegt im östlichen Gippsland, 388 km östlich von Melbourne. Das 3050 ha große Gebiet wurde 1925 zum Nationalpark erklärt.

## Geschichte
Der Park wird seit Langem von den Aborigines des Bidawal-Stammes bewohnt, für die er eine große spirituelle und kulturelle Bedeutung hat.
Bei den Aschermittwoch-Waldbränden 1983 wurde der Park stark geschädigt.

## Pflanzenwelt
Im Park findet man Beispiele für den warmgemäßigten Regenwald, insbesondere den „Dschungel“ von Mount Drummer. Im Vergleich zu den tropischen Regenwäldern in Queensland oder New South Wales handelt es sich hier um „verarmten“ Regenwald, der die südliche Grenze für diese Art von Ökosystemen aufzeigt. Diese Region ist von biogeographischem Interesse als Treffpunkt der Flora aus dem subtropischen Norden Australiens und der Vegetation aus den kühlgemäßigten und ariden Zonen aus dem Süden und Westen des Kontinents. Deswegen sind viele Pflanzen- und Tierarten, die hier vorkommen, im Bundesstaat Victoria selten.
Das Regenwaldbiotop besteht aus einem geschlossenen Dach aus Myrthen mit verschiedenen Lianenarten, Farnen und Aufsitzerpflanzen. Der Park ist besonders für das Vorkommen von vier Baumfarnarten bekannt. Hierzu gehören die Arten Cyathea cunninghamii, Cyathea leichhardtiana und Cyathea marcescens. Auch verschiedene epiphytische Orchideen, wie die orangeblütige Orchidee (Sarcochilus falcatus), die Felsorchidee (Dendrobium speciosum) sowie die Arten Caladenia flavovirens, Plectorrhiza tridentata und Pterostylis grandiflora kommen vor.

## Tierwelt
Im Umfeld des Parks wurden 36 Säugetier-, 167 Vogel-, 22 Reptilien- und 14 Amphibienarten registriert.
An gefährdeten Tierarten sind im Nationalpark das Langfußpotoroo (Potorous longipes), der Riesenbeutelmarder, die Neuhollandeule, die Rußeule (Tyto tenebricosa) und der Riesenkauz (Ninox strenua) anzutreffen.